# Masacre de Chodaczków Wielki
La masacre de Chodaczków Wielki (en polaco: Zbrodnia w Chodaczkowie Wielkim) ocurrió el 16 de abril de 1944 cuando 862 polacos fueron asesinados por el 4.º Regimiento de Policía de las SS de la 14.ª División de Granaderos SS (una unidad integrada en las Waffen-SS y formada por voluntarios ucranianos). La masacre tuvo lugar en el pueblo de Chodaczków Wielki en la Polonia ocupada por los alemanes (actualmente situado en el Óblast de Ternópil en Ucrania).

## Historia
El ataque comenzó cuando el 4.º Regimiento de Policía de las SS, compuesto por voluntarios ucranianos y comandados por alemanes, una formación de las Waffen-SS, llegaron a la ciudad de 2800 personas con el fin de convertir el asentamiento en una base para suministrar refuerzos a las fuerzas alemanas que en ese momento se encontraban sitiadas por las tropas soviéticas en Ternópil.. Una vez que entraron en el pueblo, inmediatamente comenzaron a incendiar las casas de los polacos étnicos. Los soldados arrojaron granadas a las casas en llamas y dispararon a cualquiera que intentara huir. 
Los cuerpos de las víctimas fueron enterrados en una fosa común en los alrededores de la iglesia local. Se estima que murieron entre 250 y 862 personas (incluidos niños y ancianos), lo que la convierte en una de las mayores masacres de polacos.: 15 : 6 